# Túraautó-Európa-kupa
Az FIA túraautó-Európa-kupa az FIA irányítása alá tartozó autóverseny-sorozat, amelyben Európa szerte rendeznek versenyeket 2005 óta. 2009-ig a kupa egy versenyhétvégéből állt, majd 2010-ben már három fordulós hat futamos, 2012-ben 4 fordulós, majd 2013-tól 5 fordulós sorozatként rendezik.

## Történelem
Ez a versenysorozat a 2004 végén megszűnt túraautó-Európa-bajnokságot váltotta fel, úgy mint a túraautó-világbajnokság. A bajnokságban a Super 2000-es és Super Production szabályainak megfelelő autók versenyezhetnek. Az alábbi nemzetek résztvevői versenyeznek:
- Balti országok -  Észtország,  Lettország és  Litvánia - Balti túraautó-bajnokság
- Dánia - Dán túraautó-bajnokság
- Finnország - Finn túraautó-bajnokság
- Németország - ADAC Procar Series
- Olaszország - Olasz Superturismo bajnokság
- Portugália - Portugál túraautó-bajnokság
- Oroszország - Orosz túraautó-bajnokság
- Svédország - Svéd túraautó-bajnokság
- Egyesült Királyság - Brit túraautó-bajnokság

Az autók a Super 2000, Super 2000 Diesel, Super Production és a Super 1600 kategóriákban indulnak. A pilótáknak a saját nemzetük bajnoki szezonjának minimum felét teljesíteni kell, hogy elindulhassanak az Európa-kupán.
A versenyeket az Eurosport csatorna közvetíti élőben.

## Versenyhétvégék lebonyolítása
- Szombat: Két 30 perces szabadedzés és egy 30 perces időmérő.
- Vasárnap: 15 perces bemelegítő edzés verseny előtt és két verseny 50 km-es távval.
- A második verseny rajtrácsára az első verseny végeredménye alapján állnak fel kivéve az első nyolc mert ők fordított sorrendben állnak fel a rajtrácsra.

2010-től már nem csak évi egy verseny lesz hanem már három versenyt rendeznek.

## Pontrendszer
Az összes kategóriát pontozzák külön-külön és összetettben is az alábbi pontrendszer szerint:
Első: 10 pont, Második: 8 pont, Harmadik: 6 pont, Negyedik: 5 pont, Ötödik: 4 pont, Hatodik: 3 pont, Hetedik: 2 pont, Nyolcadik: 1 pont

## Bajnoki címek
Az alábbi kategóriákat lehet megnyerni:
Super 2000, Super 1600, Super Production, FIA Túraautó Nemzeti kupa

## Bajnokok
| Év   | Super 2000                                | Super Production                       | Super 1600                                 |
| ---- | ----------------------------------------- | -------------------------------------- | ------------------------------------------ |
| 2005 | Richard Göransson (BMW 320i)              | Lorenzo Falessi (Alfa Romeo 147 SP)    | Nem indult ebben a géposztályban versenyző |
| 2006 | Ryan Sharp (SEAT León TFSI)               | Alexander Lvov (Honda Civic Type-R)    | Nem indult ebben a géposztályban versenyző |
| 2007 | Michel Nykjær (SEAT León TFSI)            | Aleksey Basov (Honda Civic Type-R)     | Nem indult ebben a géposztályban versenyző |
| 2008 | Michel Nykjær (Chevrolet Lacetti)         | Fabio Fabiani (BMW 320i)               | Ralf Martin (Ford Fiesta ST)               |
| 2009 | James Thompson (Honda Accord Euro R)      | Marcis Birkens (Honda Civic Type-R)    | Carsten Seifert (Ford Fiesta ST)           |
| 2010 | James Thompson (Honda Accord Euro R)      | Vojislav Lekić (Honda Civic Type-R)    | Carsten Seifert (Ford Fiesta ST)           |
| 2011 | Fabrizio Giovanardi (Honda Accord Euro R) | Alexsandar Tosić (Honda Civic Type-R)  | Thomas Mühlenz (Ford Fiesta ST)            |
| 2012 | Fernando Monje (SEAT León)                | Nikolaj Karamisev (Honda Civic Type R) | Kevin Krammes (Ford Fiesta 1.6 16V)        |
| 2013 | Petr Fulín (BMW 320si)                    | nem tartották meg                      | Kevin Krammes (Ford Fiesta 1.6 16V)        |

## Külső hivatkozások
- A bajnokság hivatalos honlapja